# ویلیام روفوس دی
ویلیام روفوس دی (انگلیسی: William R. Day; ۱۷ آوریل ۱۸۴۹ – ۹ ژوئیهٔ ۱۹۲۳) وکیل، قاضی، دیپلمات، و سیاستمدار اهل ایالات متحده آمریکا بود.